# Anna Hołowczyńska
Anna Sapieżyna, z domu Hołowczyńska (zm. 1643) – księżna, pisarzowa wielka litewska, tenutariuszka wilkijska.

## Życiorys
Była przynajmniej do ślubu kalwinistką, potem przeszła na katolicyzm, fundując klasztor karmelitów trzewiczkowych w Kniażycach. Od 1621, w którym Sapieha został pisarzem w. lit., często przebywała na dworze królewskim. W 1623 uczestniczyła wraz z mężem w królewskiej podróży do Gdańska. Po rychłej śmierci męża o opiekę nad synem, Mikołajem Krzysztofem, toczyła spór ze szwagrem Aleksandrem Dadźbogiem i ostatecznie musiała go oddać pod pieczę mężowskiego stryja Lwa Sapiehy. Dzięki jego poparciu udało się jej uzyskać zgodę królewską na scedowanie nieletniemu synowi dzierżawy wilkijskiej. Dobra Krzysztofa Stefana, na których miała zapisane dożywocie, były w chwili jego śmierci mocno zadłużone, toteż została zmuszona rozpocząć wyprzedaż swoich dóbr rodowych: Hołowczyna, Kniażyc i Repuchowa. Przeżyła swojego jedynego syna, spoczęła obok niego i męża u Dominikańów w Wilnie. Jej przodkowie wywodzili się od Siewierskich, pochodzących z dynastii Rurykowiczów.

### Życie prywatne
Była córką Aleksandra Hołowczyńskiego herbu Łabędź, wojewody mścisławskiego i Halszki Wołowicz herbu Bogoria. Z małżeństwa jej rodziców miała brata, Samuela Hołowczyńskiego. W 1619 roku wyszłą za mąż za Krzysztofa Sapiehę, miała z nim syna, Mikołaja Krzysztofa.